# Bits por segundo
Bits por segundo o b/s, en una transmisión de datos, es el número de impulsos elementales (1 o 0) transmitidos en cada segundo.
Los bits por segundo como unidad del SI (Sistema Internacional de Unidades) son utilizados para expresar la velocidad de transmisión de datos o bit rate. Con frecuencia se usa en forma ambigua como bps, que para el SI significaría "bits por segundo".
Téngase en cuenta que una velocidad de transmisión expresada en bits por segundo dividida entre 8, equivale a la velocidad bytes por segundo. Puesto que un byte se compone de 8 bits.